# 1QIsab

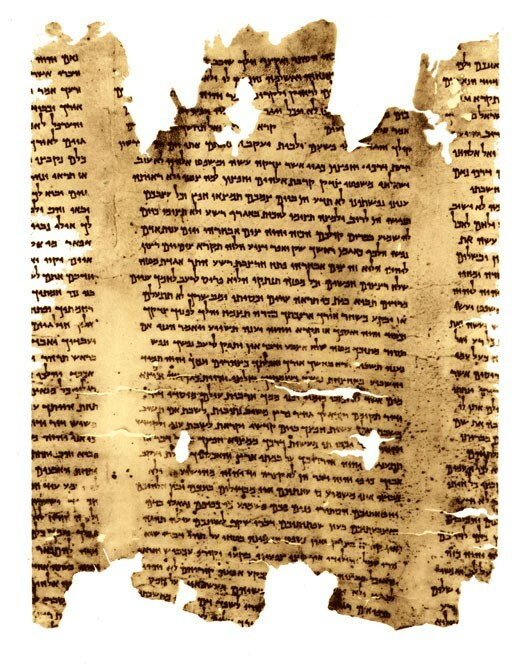
Fragment zwoju 1QIsa^{b} zawierający Iz 57,17 - 59,9

1QIsab (według nowego systemu oznaczeń 1Q8) – jeden z siedmiu zwojów znad Morza Martwego odkrytych w Kumran w 1947 roku. Jest to rękopis spisany na pergaminie pochodzący z około 50-25 roku p.n.e. Do naszych czasów zachował się w stanie rozdrobnionym. Zwój 1QIsab zawiera 48 spośród 66 rozdziałów Księgi Izajasza.

## Historia zwoju
Zwój 1QIsab został znaleziony razem z bardziej obszernym i bardziej znanym rękopisem 1QIsaa również zawierającym Księgę Izajasza. Jednak początkowa historia obu zwojów jest odmienna. Kodeks 1QIsab wraz ze Zwójem Dziękczynnym oznaczonym 1QH, Kodeksem Gminnym oznaczonym 1QS oraz Zwojem Wojny oznaczonym 1QM został wykupiony od Beduinów przez prof. Eleazara Sukenika oraz prof. Benjamina Mazara, izraelskich archeologów Uniwersytetu Hebrajskiego.